# Muzea książki
Muzea książki – instytucje gromadzące, przechowujące i udostępniające zbiory z zakresu kultury książki. Są to też zarówno same książki rękopiśmienne i drukowane lub ich składniki (materiały piśmienne, pisma, oprawy, ilustracje), jak też narzędzia i urządzenia służące do ich wytwarzania (wyposażenie warsztatu kopisty i introligatora, maszyny drukarskie, czcionki). Terminem „muzeum książki” określa się też niekiedy muzea papiernictwa i drukarstwa.

## Polska
- Muzeum papiernictwa w Dusznikach Zdroju
- Muzeum Książki Dziecięcej przy Bibliotece Publicznej m.st. Warszawy[2]
- Muzeum Sztuki Książki (oddział Muzeum Nar. we Wrocławiu)
- Muzeum Literatury im. A. Mickiewicza w Warszawie[3]

- Muzeum Książki Dziecięcej w Łodzi
- Muzeum Sztuki Książki we Wrocławiu
- Muzeum Książki Artystycznej w Łodzi

## Świat
- Muzeum Plantina-Morteusa w Antwerpii
- Deutches Buch- und Schriftmuseum w Lipsku
- Schweizerisches Gutenbergmuseum w Bernie
- Gutenberg-Museum der Stadt Mainz Weltmuseum der Druckkunst